# 圣安娜-阿雷西
圣安娜-阿雷西（義大利語：Sant'Anna Arresi），是意大利撒丁大区南撒丁省的一个市镇。总面积36.69平方公里，人口2692人，人口密度73.4人/平方公里（2009年）。ISTAT代码为107019。